# Rudnea (Rudnea), Ovruci
Rudnea (în ucraineană Рудня) este localitatea de reședință a comunei Rudnea din raionul Ovruci, regiunea Jîtomîr, Ucraina.

## Demografie
Componența lingvistică a localității Rudnea
     Ucraineană (92,93%)
     Belarusă (4,04%)
     Rusă (3,03%)
Conform recensământului din 2001, majoritatea populației localității Rudnea era vorbitoare de ucraineană (92,93%), existând în minoritate și vorbitori de belarusă (4,04%) și rusă (3,03%).